# Logårds kulle
Das Ganggrab Logårds Kulle (deutsch „Logårds Hügel“ - RAÄ-nr Karleby 59-1) liegt in Karleby, östlich von Falköping im Falbygden in Västergötland in Schweden. Das Ganggrab entstand zwischen 3500 und 2800 v. Chr. als Megalithanlage der Trichterbecherkultur (TBK) und ist eine Bauform jungsteinzeitlicher Megalithanlagen, die aus einer Kammer und einem baulich abgesetzten, lateralen Gang besteht. Diese Form ist primär in Dänemark, Deutschland und Skandinavien, sowie vereinzelt in Frankreich und den Niederlanden zu finden.

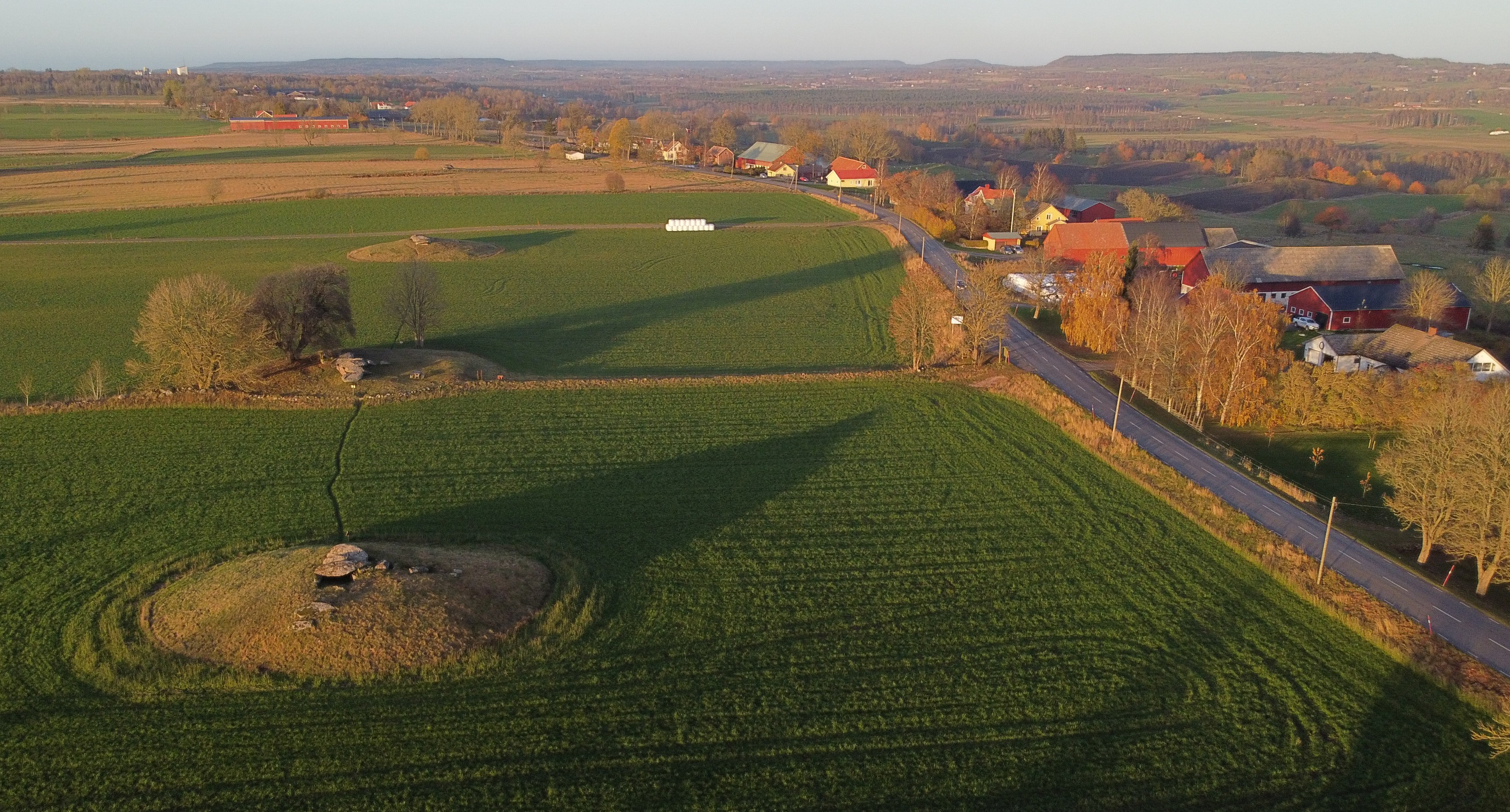
Von oben nach unten - Logårds Kulle, Ragnvalds Grab und Klövagården

Logårds Kulle ist der nördlichste Megalithanlagenstandort in Karleby und liegt 100 m von Ragnvalds Grab. Das Ganggrab (schwedisch Ganggrift) befindet sich in einem etwa 2,0 Meter hohen Erdhügel von etwa 27,0 × 11,0 Metern, in dem ein etwa einen Meter hoher, runder Innenhügel mit etwa 15,0 m Durchmesser liegt. Die zwischen 3500 und 2800 v. Chr. errichtete rechteckige Kammer ist 11,0 m lang, 2,5 m breit und Nord-Süd orientiert. Es gibt einige Schälchen auf einem der sechs Decksteine (fünf aus Granit einer aus Kalkstein). Der Gang ist etwa 8,0 Meter lang und 1,5 m breit.
Die Anlage wurde 1874 von Oscar Montelius ausgegraben und die Überreste von 63 Individuen wurden zusammen mit Bernsteinperlen, Feuerstein, Knochen und Tierzähnen gefunden. Nach der archäologischen Untersuchung wurde es offen gelassen und ist teilweise eingestürzt. Zur Stabilisierung der Struktur ist es nun mit Schotter aufgefüllt.
In der Nähe liegen die Anlagen Klövagården und Ragnvalds Grab.